# 利索吉爾卡 (赫梅利尼克區)
49°45′33″N 27°54′11″E / 49.75917°N 27.90306°E
利索吉爾卡（烏克蘭語：Лісогірка），是烏克蘭的村落，位於該國西南部文尼察州，由赫梅利尼克區負責管轄，始建於1610年，面積1平方公里，海拔高度304米，2001年人口234，人口密度每平方公里234人。